# Palazzo Columbia-Parlamento
Palazzo Columbia-Parlamento è un edificio storico del centro di Firenze, situato in Borgo dei Greci 27-29 angolo via dei Leoni 15, con uno spigolo che guarda verso piazza San Firenze. Oggi vi ha sede il Bernini Palace Hotel, che fa parte dei Locali storici d'Italia.

## Storia

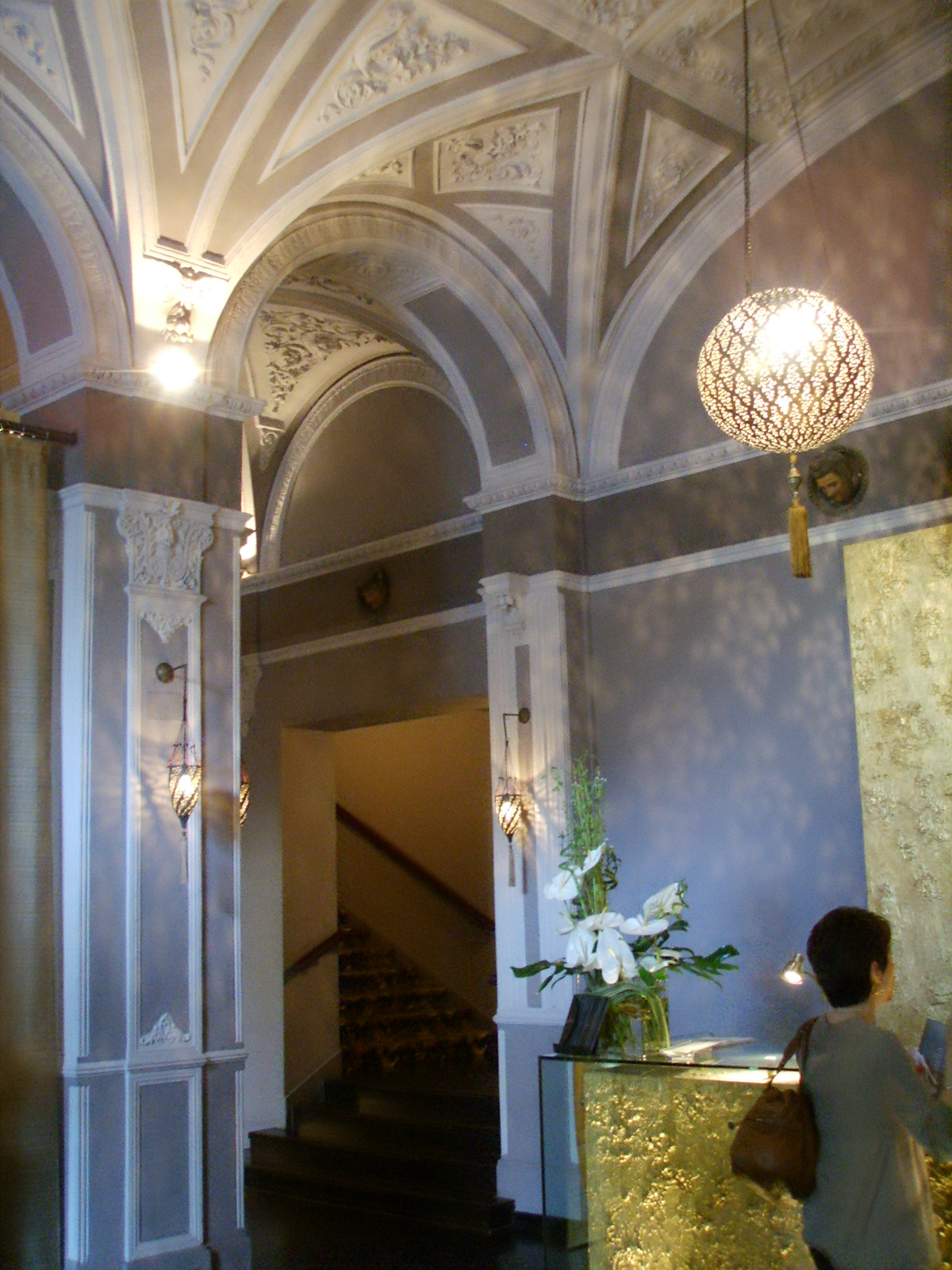
La hall

La costruzione, che oggi si presenta all'esterno nelle forme assunte nell'Ottocento, sorge sui resti di antichi edifici tre quattrocenteschi di proprietà dei Peruzzi, in prossimità di quella che era la porta Peruzza della prima cerchia romana. 
Già attorno alla metà dell'Ottocento il palazzo è ricordato come sede di un elegante albergo, denominato "dello Scudo di Francia". Come struttura ricettiva conobbe il suo momento di splendore nel periodo di Firenze Capitale (1865-1871), quando, favorita dalla vicinanza con le sedi del governo, fu individuata come punto di riferimento dai parlamentari della Camera (tanto da assumere la denominazione di Albergo del Parlamento), che qui avevano la loro buvette. Per questi ospiti illustri, che spesso risiedevano anche per periodi lunghi, venne curato un servizio di primo ordine e uno standard lussuoso. A questo periodo si devono gli ampliamenti e le trasformazioni che ne hanno determinato l'odierno aspetto, frutto di una misurata rivisitazione del linguaggio architettonico rinascimentale, al quale si contrapponeva il lusso degli interni, adeguati alle esigenze di comfort della ricca borghesia del periodo. 
Con il trasferimento della capitale a Roma l'albergo, pur mantenendo standard elevati, conobbe un periodo di lento declino, fino ai tardi anni ottanta del Novecento quando sono stati intrapresi importanti lavori di ristrutturazione (al 1989 si data la chiusura di un cantiere su progetto e direzione dei lavori degli architetti Luigi Caliterna e Alberto Parigi). Nel 2010 la struttura fu acquisita dal gruppo Duetorrihotels e l'anno seguente venne completato un capillare restauro. Nel 2020-2021, complice la chiusura obbligata per le restrizioni antipandemiche, è stata portata avanti una nuova ristrutturazione.

## Descrizione
Il palazzo ha una forma all'apparenza cubica, con sei assi su borgo dei Greci e altrettanti su via dei Leoni. Il piano terra e le cantonate sono decorati da un bugnato in pietra artificiale, con vari passaggi in cui sono state rimesse in luce le strutture antiche in pietra. Al piano terreno è stato infatti riletto, nel corso dell'intervento di restauro della fine degli anni ottanta, un loggiato cinquecentesco interno, prima dell'intervento quasi completamente nascosto alla vista. Sul fronte di via dei Leoni è ben leggibile la successione degli archi ribassati del primo piano dell'antico palazzo tre quattrocentesco. Su quello di Borgo dei Greci si trova una lapide dantesca, apposta con molte altre in occasione delle celebrazioni del 1865.
| NEL PICCOL CERCHIO S'ENTRAVA PER PORTA CHE SI NOMAVA DA QVE' DELLA PERA - -DANTE-PAR · , XVI · 124-126- |

All'interno restano memorie dei fasti ottocenteschi soprattutto nella grande sala affrescata al primo piano (oggi sala ristorante/colazione), con un ciclo di ritratti dei protagonisti del Risorgimento, tra cui Giuseppe Garibaldi, Neri Corsini, Giuseppe Montanelli, Cosimo Ridolfi, Vincenzo Salvagnoli, Manfredo Fanti, Camillo Benso, Cesare Balbo, Vincenzo Gioberti, Alessandro La Marmora, Giuseppe La Farina e Daniele Manin. Al piano terra, nella hall, si trova una serie di decorazioni a forma di testine in aggetto che documentano acconciature di vari periodi e luoghi, ricordo di una mostra qui ospitata nei primi anni del Novecento.